# Desertec
DESERTEC es una solución de energía renovable a nivel mundial, apoyada por la utilización de energía sostenible de los lugares en los cuales las fuentes de energía son de mayor abundancia. La transmisión por medio de Corriente Continua de Alta Tensión, CCAT, (HVDC, por sus siglas en inglés), permite disminuir las pérdidas de transmisión en largas distancias, habilitando así la construcción de centrales eléctricas en emplazamientos distantes de los lugares de consumo. En el Concepto DESERTEC se usarán todo tipo de energías renovables, pero los desiertos, con abundantes horas de sol y alta radiación, jugarán un papel crucial. Tomando en cuenta el uso de la tierra y del agua, DESERTEC ofrece una solución integral a la carencia de comida y agua en las décadas venideras.
DESERTEC es desarrollada por La Cooperación de Energías Renovables Trans-Mediterráneas, (TREC), una organización de voluntariado fundada en 2003 por el Club de Roma y el Centro Nacional de Investigaciones Energéticas de Jordania, integrado por científicos y expertos de toda Europa, del Medio Oriente y del Norte de África, (EUMENA). De esta organización surgió más tarde la Fundación DESERTEC como una organización sin ánimo de lucro encargada de promover por todo el mundo la solución DESERTEC. Los miembros fundadores de la Fundación DESERTEC son la Asociación Alemana del Club de Roma, los miembros de la red de científicos del TREC, así como simpatizantes privados comprometidos y promotores durante largo tiempo de la idea DESERTEC. En 2009, la asociación DESERTEC fundó en Munich la iniciativa industrial  'Dii GmbH', junto también con socios del sector industrial y financiero. Su tarea es la de acelerar la implementación del concepto DESERTEC en la región focalizada de los estados de EU-MENA.
Los estudios científicos realizados por el Centro Aeroespacial Alemán (DLR), entre 2004 y 2007, muestran que el sol del desierto puede satisfacer la creciente demanda de la región MENA, ayudando a la vez a suministrar energía a Europa, reducir la emisión de carbón en los países de la región EUMENA y suministrar energía a plantas de desalinización para proveer de agua fresca a la región MENA. En junio de 2012 Dii GmbH publicó un estudio llamado La Energía del Desierto 2050. En él se encontró que la región MENA sería capaz de alcanzar sus necesidades energéticas con energía renovable, exportando a su vez sus excedentes para crear una industria de exportación con un volumen anual de más de 60 mil millones de euros. A la vez que Europa, mediante esta importación de energía del desierto se ahorraría alrededor de €30/MWh.

## Organizaciones, acontecimientos y actividades

### TREC

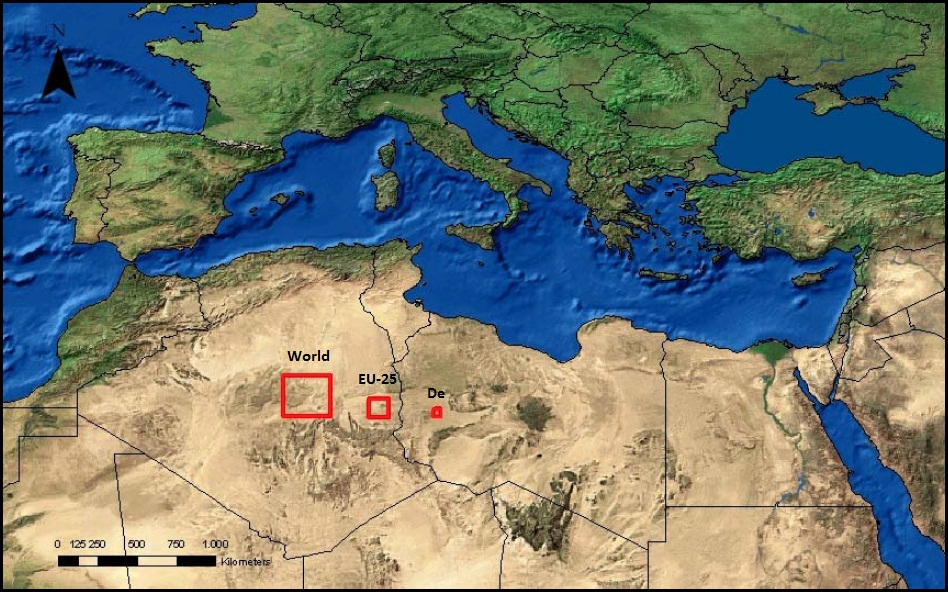
Los cuadros rojos representan el área que sería suficiente para que las plantas de energía solar produjeran la electricidad que hoy consume el mundo, Europa (EU-25) y Alemania. (Datos del Centro Aeroespacial Alemán (DLR), 2005)

El concepto DESERTEC lo propuso el Dr. Gerhard Knies, alemán, físico de partículas y fundador de la red de investigadores del TREC. En 1986, a raíz del accidente nuclear de Chernobyl, estaba buscando una fuente potencial alternativa de energía limpia y llegó a la conclusión de que la energía recibida en sólo 6 horas en los desiertos del mundo es mayor que la energía que la humanidad consume en un año. El concepto DESERTEC se originó con la unión de TREC, que era una organización de voluntariado fundada en 2003 por el Club de Roma y el Centro Nacional de Investigaciones Energéticas de Jordania. Un grupo internacional de científicos, expertos y políticos del campo de las energías renovables formaron el corazón de la red DESERTEC, que se convirtió en la Fundación DESERTEC. Uno de sus miembros más famosos fue el príncipe Hassan bin Talal de Jordania. En 2009 TREC surgió la Fundación DESERTEC.

### Fundación DESERTEC
La Fundación DESERTEC fue fundada el 20 de enero de 2009 con el propósito de promover la puesta en práctica por todo el mundo del Concepto DESERTEC de obtener energía limpia de los desiertos. La Fundación es una organización sin ánimo de lucro, con oficinas en Hamburgo y Heidelberg. Los miembros fundadores fueron la Asociación Alemana del Club de Roma, los miembros de la red de científicos TREC así como simpatizantes privados comprometidos y promotores durante largo tiempo de la idea DESERTEC.
La Fundación DESERTEC tiene dos directores: el Dr. Thiemo Gropp, un físico alemán, cofundador también de la Fundación DESERTEC, y el Dr. Ignacio Campiño, un ecologista chileno y que era antes Representante del Consejo de Sustentabilidad y Protección del Clima en “Deutsche Telekom”.

Con un personal de cerca de 30 miembros, con coordinadores en diferentes países y con una gran comunidad de simpatizantes a nivel global, la fundación es activa por todo el mundo, acelerando la ejecución global del Concepto DESERTEC dando:
- Información sobre DESERTEC

La Fundación DESERTEC da informes a la sociedad civil y a los políticos acerca de DESERTEC por medio de la prensa, de su sitio web, de  noticias, y medios sociales, con filmes tanto sobre DESERTEC como sobre la revolución de la energía renovable, con boletines y con libros como el Atlas DESERTEC, con presentaciones internacionales, de trabajos políticos con ministros, informes sobre la Liga Árabe, sobre la Unión Europea y con participación activa en conferencias internacionales sobre protección del clima.
- Apoyo a la Transferencia del Conocimiento y a la Cooperación Científica

- La red Universitaria DESERTEC: En 2010, la Fundación DESERTEC inició la red Universitaria DESERTEC como una plataforma para la colaboración científica y académica para la región MENA. Está dedicada a desarrollar conocimiento y poner en práctica programas relacionados con las energías renovables. Los miembros fundadores incluyen a la Fundación DESERTEC y 18 universidades y servicios de investigación de la región MENA. Algunas universidades de Europa y de MENA también se han agregado a la red.
- La RE-Generación MENA es un proyecto para estudiantes en Egipto y Túnez, iniciado en 2011 y financiado por la Oficina Federal Alemana de Asuntos Extranjeros. Su meta es crear conciencia sobre DESERTEC y sus impactos positivos y establecer un mejor entendimiento de mecanismos para introducir las energías renovables y sus beneficios generales y para comenzar una cooperación con un enfoque común para el desarrollo sostenible.
- La Plataforma DESERTEC del Conocimiento, que será iniciada en 2012, facilitará el intercambio del conocimiento y la colaboración en la comunidad DESERTEC y está financiada por la “Deutsche Bundesstiftung Umwelt”, (Agencia Alemana del Medio Ambiente). Y a ella se puede tener acceso sin costo alguno.

- Fomentando el intercambio y la cooperación con el sector privado

- La iniciativa industrial Dii GmbH: En 2009, la Fundación DESERTEC fundó la iniciativa industrial Dii GmbH junto con socios de la industria y las finanzas. De igual manera que la Fundación DESERTEC, Dii GmbH no construirá plantas de energía. En vez de ello se enfocará en cuatro objetivos centrales en EU-MENA.
- WEREEMa: (Wind Energy & Renewable Energy in Maroc), Energía del Viento y Energía Renovable de Marruecos comenzó en 2011. Fundada por la EU y BMU (Ministerio Federal Alemán del Medioambiente), el Banco de Inversiones Schleswig-Holstein, la Fundación DESERTEC y socios de Marruecos y Alemania, que trabajan juntos para mejorar las condiciones del rápido desarrollo de las energías eólicas y de otras energías renovables en Marruecos. Esto se logrará creando un buen sistema en educación e investigación, con estudios de la red, mediciones del viento, estudios piloto y cooperación económica.

- Promoviendo el establecimiento de las condiciones del marco de trabajo necesario:

La meta de la red de voluntarios cualificados locales DESERTEC es la de crear relaciones con ONGs, con instituciones científicas, con compañías en diferentes países para divulgar el concepto DESERTEC. Se pueden encontrar coordinadores en Austria, Bélgica, China, Egipto, Francia, Gambia, Japón, México, Arabia Saudí, Suiza, Túnez y el Reino Unido.
- Cooperación con la Fundación Japonesa de Energía Renovable (JREF) en Asia: En marzo de 2012, un año después del desastre nuclear de Fukushima, la Fundación Desertec y la JREF firmaron un memorándum de entendimiento. Intercambiarán conocimientos y coordinarán sus trabajos para desarrollar las condiciones para el despeje de las renovables y el establecimiento de cooperación internacional en la Asia Oriental. La meta es acelerar el despliegue de energías renovables en Asia para generar energía segura y sustentable como alternativa a la energía fósil y nuclear. Como parte de esta misión, JREF promueve la iniciativa de una Súper Red que ofrezca un sistema eléctrico basado totalmente en energía renovable. La Fundación DESERTEC ve a esta red como un paso importante para la ejecución de DESERTEC en la Gran Asia Oriental y ha hecho ya un estudio de viabilidad del potencial de los corredores de la red para dar el mejor uso al sol de los desiertos de esa región.

- Evaluando y creando proyectos que podrían servir como modelo: En 2011, la Fundación DESERTEC comenzó la evaluación de proyectos que pudieran servir como modelos para la puesta en práctica de DESERTEC de acuerdo a su criterio de sustentabilidad. El primero de estos es TuNur, un proyecto de energía termosolar de concentración (CSP) de 2 GW en Túnez. Se crearán hasta 20 000 puestos de trabajos locales directos e indirectos, sus plantas incluyen sistemas de refrigeración en seco, que reducen el uso de agua hasta en un 90 %. TuNur está programada para surtir energía a la red de 2018 en adelante.[25]

### Dii GmbH
Para ayudar a acelerar la puesta en marcha del concepto en EU-MENA, la Fundación DESERTEC y un grupo de 12 compañías europeas dirigidas por Munich Re, fundada en Múnich el 30 de octubre de 2009 una iniciativa industrial llamada Dii GmbH. Las otras compañías incluyen al Deutsche Bank, E.ON, RWE, Abengoa.
De igual manera que la Fundación DESERTEC, Dii GmbH no construirá plantas de energía. En vez de ello se enfocará en cuatro objetivos centrales en EU-MENA:
1. Aplicar un plan de desarrollo de largo plazo hasta 2050 proporcionando orientación sobre inversión y desarrollo.
2. Realizar estudios profundos específicos.
3. Desarrollar un marco de inversiones factibles en energías renovables y redes de interconexión en EU-MENA.
4. Aportar proyectos de referencia que prueben su viabilidad.

Dii GmbH tiene por objetivo crear un clima de inversiones positivas para las energías renovables y la red eléctrica interconectada en África del Norte y el Medio Oriente mediante el desarrollo de la tecnología, del sistema económico, político y los cuadros de colaboración necesarios. Esto incluye el desarrollo de un concepto de ejecución a largo plazo del concepto llamado “Energía del Desierto 2050” con orientación en inversiones y financiación. DiiGmbH comenzará también proyectos de referencia para demostrar la viabilidad y reducción de costos en general de la obtención de la energía en los desiertos.
El 24 de noviembre de 2011, se firmó un memorándum de entendimiento, (MoU), entre el Consorcio de la Red del Mediterráneo, Medgrid, y Dii para estudiar, diseñar y promover una red eléctrica interconectada que uniera a DESERTEC y los proyectos de Medgrid.  Medgrid junto con DESERTEC servirán como la columna vertebral de la súper red europea y los beneficios de invertir en la tecnología de corriente continua de alta tensión CCAT, (HVDC), están siendo evaluados para alcanzar la meta final: -la red súper inteligente. Las actividades de Dii y Megagrid pertenecen al Plan Solar Mediterráneo (PSM), (MSP siglas en inglés), que es una iniciativa política dentro del marco de la Unión por el Mediterráneo (UPM), (UFM siglas en inglés).

### Consorcio
El proyecto de la compañía Dii GmbH, está incorporado en Múnich bajo la ley alemana y se formó el 30 de octubre de 2009 con la Fundación DESERTEC y un Consorcio de 12 compañías europeas y de MENA dirigidas por Munich Re. El consorcio constó inicialmente (en octubre de 2009) de las siguientes compañías:
- Fundación DESERTEC
- Munich Re
- Deutsche Bank
- Siemens
- ABB
- E.ON
- RWE
- Abengoa Solar
- Cevital
- HSH Nordbank
- M+W Group
- MAN Solar Millennium
- Schott Solar

En octubre de 2009, hubo informes en los diarios de que había más socios interesados en la aventura, entre ellos  ENEL, EDF, Red Eléctrica de España y compañías de Marruecos, Túnez y Egipto.
En el mes de abril de 2012, Dii constaba de 56 accionistas y socios de 15 países de África del Norte, del Medio Oriente y Europa, los que incluyen a IBL Alemania, HSBC, Morgan Stanley, Terna SA, Red Eléctrica SA, ENEL, NAREVA Holding (Marruecos) y Commerzbank.
El Director del Dii GmbH es Paul Van Son, director-gerente internacional de energía.

## Detalles del concepto

### Descripción

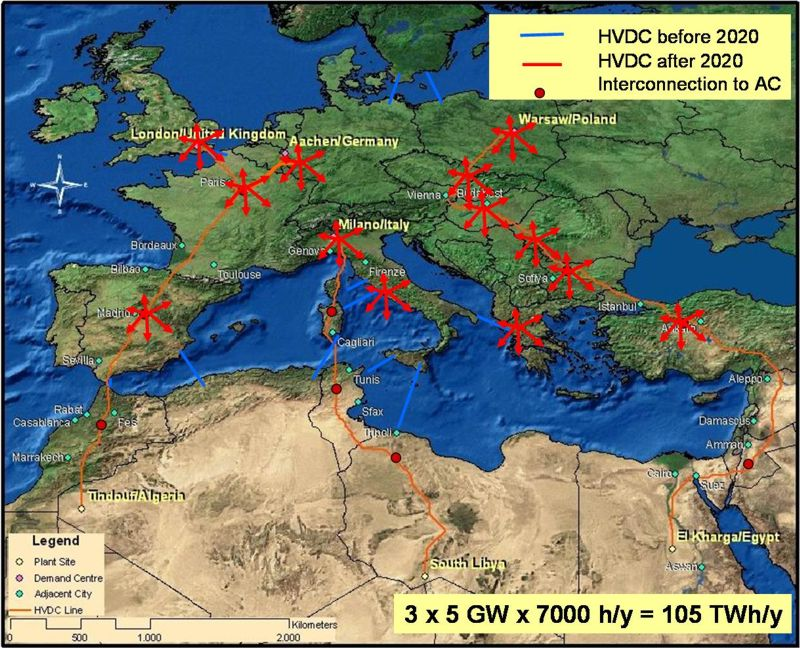
Estudio del Centro Aeroespacial Alemán (DLR) de las líneas de transmisión de CC existentes e hipotéticas.

DESERTEC es una solución de energía renovable a nivel mundial. La región original y la primera para la evaluación y aplicación de este concepto es la región EU-MENA. Las organizaciones DESERTEC promueven la generación de electricidad en África septentrional, Oriente Próximo y Europa usando fuentes renovables, tales como plantas de energía solar y parques eólicos. Desarrolla una red de electricidad Euro-Mediterránea, compuesta principalmente por cables de transmisión de corriente continua de alta tensión CCAT, (HVDC). Aunque la región original para la evaluación y aplicación de esta idea es la región de EU-MENA[47], la propuesta de DESERTEC prevé situar la mayor parte de las centrales eléctricas fuera del desierto del Sahara como tal, en las más accesibles estepas y sabanas arboladas meridionales y septentrionales, así como el relativamente húmedo desierto costero atlántico. Bajo la propuesta DESERTEC, en las regiones desérticas del norte de África como el desierto del Sahara, se instalarán sistemas de energía solar térmica, sistemas fotovoltaicos y parques eólicos. La electricidad generada será transmitida a las regiones europeas y a los países africanos por medio de cables, formando una súper red de corriente continua de alta tensión. Proveerá una considerable proporción de la demanda eléctrica de los países de MENA y la Europa continental cubriendo un 15 % de sus necesidades de energía. La energía exportada desde los desiertos, complementará la transición europea hacia las renovables, lo que se basará principalmente en el desarrollo de fuentes domésticas de energía para favorecer su independencia energética. De acuerdo con el escenario realizado por el Centro Aeroespacial Alemán (DLR), para el 2050, las inversiones en plantas solares y líneas de transmisión será de 400 mil millones de euros. La propuesta de cómo realizar esto, incluyendo los requisitos técnicos y financieros, será redactada en 2012.
En marzo del 2012, un año después del desastre nuclear de Fukushima, la Fundación Desertec y la JREF firmaron un Memorándum de Entendimiento (MoU). Intercambiarán conocimientos y coordinarán sus trabajos para desarrollar las condiciones para el despegue de las renovables y el establecimiento de cooperación internacional en Asia Oriental. La meta es acelerar el despliegue de energías renovables en Asia para generar energía segura y sustentable como alternativa a la energía fósil y nuclear. Como parte de esta misión, JREF promueve la iniciativa de una Súper Red que ofrezca un sistema eléctrico basado totalmente en la energía renovable.
La Fundación DESERTEC ve a esta red como un paso importante para la ejecución de DESERTEC en la Asia Oriental y ha hecho ya un estudio de viabilidad del potencial de los corredores de la red para dar el mejor uso al sol de los desiertos de esa región.

### Estudios realizados por DESERTEC
El concepto se basó principalmente en los datos obtenidos de estudios científicos de tres satélites realizados por el Instituto de Termodinámica del Deutsches Zentrum für Luft- und Raumfahrt e.V. (en español "Centro Aeroespacial Alemán", comisionados y apoyados por el Ministerio Federal Alemán del Medio Ambiente, Conservación de la Naturaleza y Seguridad Nuclear (BMU). Los estudios llevados a cabo entre 2004 y 2007, dieron por resultado la evaluación mostrada en la tabla siguiente:
| Estudio   | Descripción                                                         | Duración    | Evaluación | Resultados |
| --------- | ------------------------------------------------------------------- | ----------- | --- | ---------- |
| MED-CSP   | estudio de la Energía solar térmica para la Cuenca del Mediterráneo | 2004 - 2005 | evaluar el potencial de la energía renovable en el Medio Oriente y Norte de África, MENA, y la viabilidad de recursos y demanda de energía en la región                                                                   |            |
| TRANS-CSP | estudio sobre la interconexión e infraestructura transmediterránea  | 2004 - 2006 | evaluar el potencial de una red eléctrica de transmisión de energía que conecte las tres regiones, Europa, el Medio Oriente y el Norte de África, y la evaluación de las importaciones de energía solar hacia Europa      |            |
| AQUA-CSP  | estudio de CSP para la desalinización del agua de mar               | 2004 - 2007 | evaluar las necesidades anticipadas de agua y energía para el año 2050 en Europa, el Medio Oriente y el Norte de África; y la posibilidad de generar agua fresca junto con la generación de energía por métodos de la CSP |            |

La conclusión de los estudios fue que la alta radiación solar en los desiertos del Medio Oriente y África del Norte sobrepasan las pérdidas del 10 al 15 % por transmisión entre las regiones del desierto y el sur de Europa. Esto significa que las plantas de energía térmica solar en las regiones de los desiertos son más económicas que el mismo tipo de plantas en el sur de Europa. El Centro Aeroespacial Alemán ha calculado que si en los próximos años se construyeran un gran número de plantas de energía térmica, el costo estimado de la electricidad bajaría de 0.09–0.22 euros/kWh a aproximadamente 0.04–0.05 euros/kWh.
El desierto del Sahara ha sido escogido como una localización ideal para las granjas solares, ya que está expuesto a la radiación solar directa la mayor parte del año (3000 a 3500 horas de luz solar por año). El desierto está, además, escasamente poblado, haciendo factible la instalación de grandes granjas solares, sin impactos negativos sobre los habitantes de la región. Y por último, la arena del desierto suministraría el silicio, que es la materia prima para la producción de paneles solares.
Dii ha anunciado que introducirá un plan de lanzamiento a finales del 2012 que incluye recomendaciones concretas acerca de cómo activar inversiones en energía renovable e interconexión de redes eléctricas. Dii asevera además que está trabajando con todos los accionistas y agentes relacionados de la comunidad internacional científica y de negocios, así como agencias reguladoras y la sociedad civil, para concebir dos o tres proyectos concretos de referencia y demostrar así la factibilidad de una visión a largo plazo.
Dii ha desarrollado un marco estratégico para un sistema energético integrado completamente, libre de carbono, basado en energías renovables, para la totalidad del mundo árabe y Europa (región EUMENA, 'Europe, Middle East and North Africa') para el año 2050. Por tanto, Dii investiga desde el punto de vista tecnológico y geográfico cuál es la combinación óptima de energías renovables para proveer a estas regiones de una energía sostenible. En julio del 2012, Dii presentó la primera parte de su estudio "Desert Power 2050. Perspectives on a Sustainable Power System for EUMENA" (Energía del desierto 2050. Perspectivas para un sistema energético sostenible para EUMENA).
Conclusiones principales
Desert Power 2050 demuestra que la abundancia de sol y viento en la región EUMENA permitirá la creación de una red unificada de energías que consistirá en más de un 90 por ciento en energías renovables. De acuerdo con el estudio, una red unificada de estas dimensiones involucrando al norte de África, Oriente Próximo y Europa (EUMENA) ofrece claros beneficios para todos los implicados. Las naciones de Oriente Próximo y norte de África (MENA) podrán alcanzar sus necesidades de energía renovable en expansión, al tiempo que desarrollarán una industria de exportación a partir del exceso de energía que puedan alcanzar con un volumen anual valorado en más de 60 mil millones de euros, de acuerdo con los resultados de este estudio. Importando hasta el 20 por ciento de su energía de los desiertos, Europa podrá ahorrar hasta 30 euros por megavatio hora. 

El norte y el sur se convertirían en los pilares de esta red unificada, apoyados por el viento y la energía eólica en Escandinavia, así como el viento y la energía solar en la región MENA. Abastecimiento y demanda se complementarían mutuamente, tanto regional como estacionalmente, de acuerdo con las conclusiones arrojadas por 'Desert power 2050'. Con su abastecimiento constante de energías eólica y solar a lo largo del año, la región MENA puede cubrir las necesidades de Europa en materia de energía evitando la necesidad de aumentar de forma excesivamente cara las capacidades de generación. Un beneficio adicional de la red eléctrica es la mejora de la seguridad en el abastecimiento a todas las naciones concernientes. Una red basada en renovables llevará a una dependencia mutua entre los países involucrados, complementada por importaciones fáciles y asequibles de sur y norte.
Metodología
Desert Power 2050 presenta una perspectiva completa para la región EUMENA, que incluye, por ejemplo, la creciente demanda de energía en los estados del Mundo Árabe. Las necesidades en materia de energía de estos estados son proclives a cuadruplicarse para el 2050, sumando un total de más de 3000 teravatios hora. A diferencia de Europa, la población también habrá crecido considerablemente para mediados de siglo, incrementando con ello la demanda de empleo por parte de esta población. Analizar el diseño de un sistema energético construido para incluir más de un 90 % de renovables a 40 años vista, está necesariamente sujeto a grandes incertidumbres en un amplio abanico de supuestos. Para dar cabida a estas incertidumbres, Dii analizó las llamadas sensibilidades o perspectivas, para mostrar cómo los resultados reaccionan ante cambios en los parámetros. Dii ha analizado un total de 18 perspectivas en el abastecimiento de energía en EUMENA en el año 2050. Estas cubren una amplia variedad de factores de gran impacto en el atractivo que pueda tener la integración de sistemas energéticos. El principal mensaje del estudio es: la integración de redes eléctricas a través del Mediterráneo es valiosa bajo todas las circunstancias previsibles.
Segunda fase
La energía del desierto puede ser un estímulo para el crecimiento y suponer una contribución importante si se trata de alcanzar los retos sociales y económicos en el norte de África y Oriente Próximo. Dii ha anunciado que una segunda fase de 'Desert Power 2050', 'Getting Started' (comenzando), examinará este asunto con mayor profundidad en los próximos meses, con discusiones que incluirán personas relacionadas del mundo industrial, político y científico. El objetivo es formular las recomendaciones para los pasos regulatorios a tomar en los próximos años.

### Beneficios
Véase también: presupuesto energético de la Tierra
En 6 horas cae más energía en los desiertos del mundo que la energía que el mundo consume en un año, y el desierto del Sahara está prácticamente deshabitado y está cerca de Europa. Los simpatizantes dicen que el proyecto mantendrá a Europa “al frente de la lucha contra el cambio climático y ayudará a las economías de África del Norte y de Europa a que crezcan dentro de los límites de los gases de emisión de invernadero”. Los oficiales de DESERTEC dicen que el proyecto puede proveer el 15 % de la electricidad de Europa y una considerable parte de la demanda de electricidad de MENA[64]. De acuerdo a la Fundación DESERTEC el proyecto tiene un fuerte potencial de creación de trabajos y puede mejorar la estabilidad de la región.  De acuerdo con el informe del Instituto para el Clima, el Ambiente y la Energía Wuppertal (Wuppertal Institute for Climate, Environment and Energy) y el Club de Roma, el proyecto podría crear 240 000 puestos de trabajos en Alemania y generar 2 trillones de euros de electricidad para el 2050.

### Tecnología

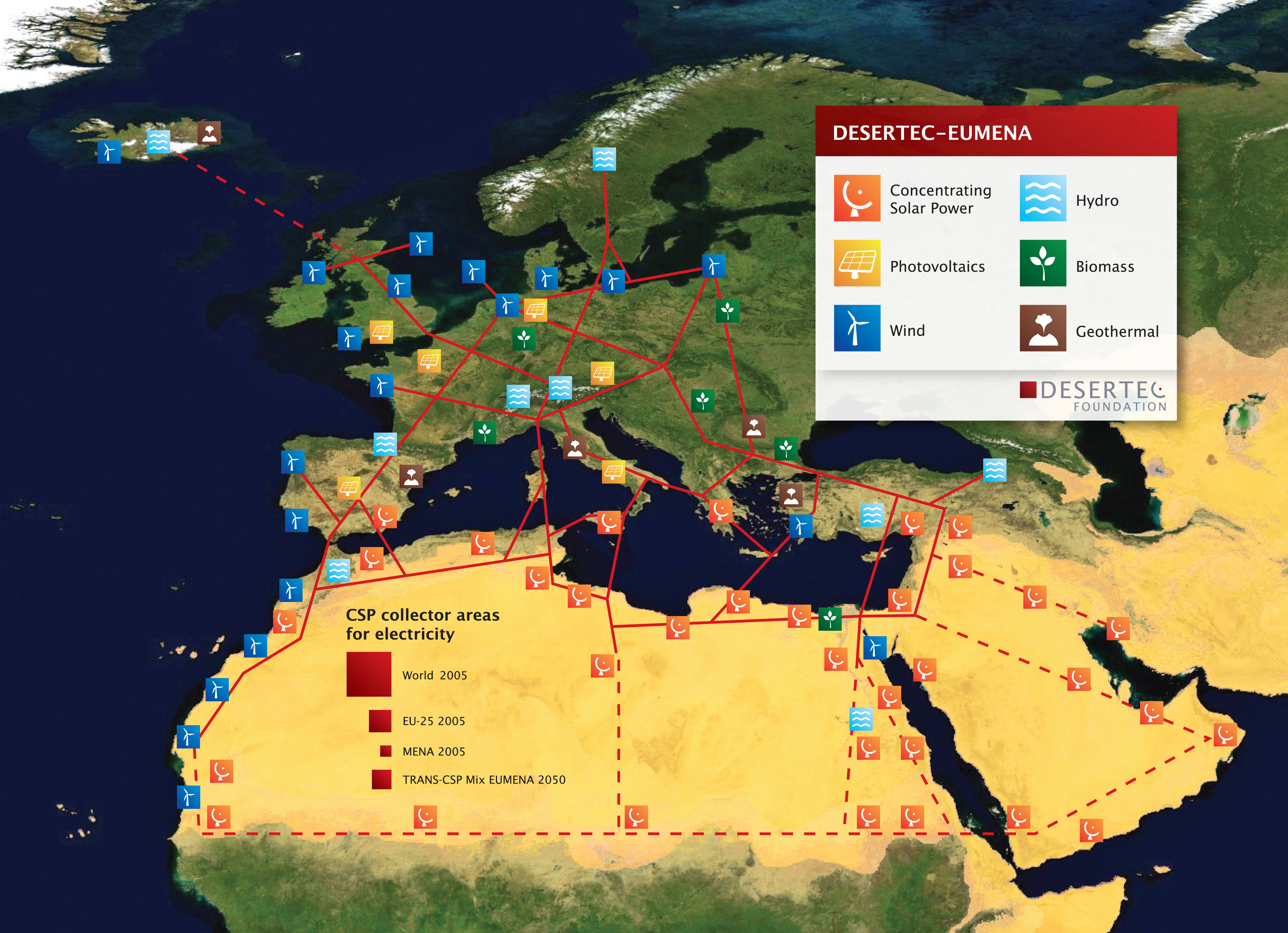
Esquema de la posible infraestructura de provisión de energía
A Europa, el Medio Oriente y África del Norte (EU-MENA) Fuente: Fundación DESERTEC, www.desertec.org)

#### Energía solar térmica
También llamada Energía Solar Térmica de Concentración, usa espejos o lentes para concentrar un área grande de luz solar, o energía térmica solar, sobre un área pequeña. La energía eléctrica es producida cuando la luz concentrada se convierte en calor, lo que hace funcionar un motor térmico (usualmente una turbina de vapor) conectada a un generador de energía eléctrico.
Como un método de almacenamiento de energía, se puede usar sal fundida para retener la energía recolectada por una torre solar o por colectores cilíndricos parabólicos, de tal forma que se puede usar para generar energía por la noche o en caso de mal tiempo. Como los campos solares suministran su energía calorífica a una turbina convencional de vapor, pueden ser combinados sin problemas con combustibles fósiles en plantas de energía híbridas.
Esta hibridación asegura también la generación de energía por la noche y con mal tiempo sin la necesidad de gastar en plantas compensatorias. Un reto técnico es el enfriamiento de las plantas, proceso necesario en todo sistema de energía térmica. Dii es por tanto dependiente en la provisión de agua necesaria, de los servicios costeros o de tecnologías de enfriamiento mejoradas.

#### Energía solar fotovoltaica
Véase también la página principal: Energía solar fotovoltaica
Dii considera también a la tecnología fotovoltaica adecuada para las plantas de energía en el desierto. El método fotovoltaico transforma la radiación de la energía solar en corriente directa utilizando semiconductores. La generación de la energía fotovoltaica utiliza paneles solares compuestos de un número de celdas solares que contienen material fotovoltaico. Entre los materiales que se utilizan se incluye el silicio monocristalino, silicio policristalino, silicio amorfo, telururo de cadmio y sulfuro seleniuro de cobre, indio, galio. Debido a los avances tecnológicos, y al incremento y la sofisticación de la producción en masa, el costo de lo fotovoltaico ha decrecido continuamente desde la primera celda fabricada.
En 2010, First Solar, productor de paneles solares de película delgada, se unió a Dii como socio. La compañía con base en EE. UU. ha experimentado con grandes instalaciones fotovoltaicas y está construyendo la planta de 550 megavatios llamada "Desert Sunlight Solar Farm" en California, planta considerada la instalación fotovoltaica más grande del mundo.

#### Energía eólica
Véase también la página principal: Energía eólica
Ya que en la región MENA hay regiones con un buen potencial de viento, Dii está investigando qué regiones geográficas son adecuadas para la instalación de granjas eólicas. Las turbinas de viento producen electricidad cuando las aspas de la turbina rotan por efecto del viento, que conectadas a un generador producen electricidad.

#### Corriente continua de alta tensión (HVDC)

Conexiones existentes
En construcción
Propuestas

Véase también la lista de proyectos en Europa y la Súper Red europea. Lista de proyectos HVDC
Para exportar la energía producida en la región desértica de MENA, se requiere de un sistema de transmisión de energía eléctrica de corriente continua de alta tensión. La tecnología de CCAT es un método probado y económico de transmisión eléctrica a través de distancias muy grandes y un método confiable para conectar redes asincrónicas o redes de diferentes frecuencias. Con HVDC la energía puede ser además transportada en ambas direcciones. La transmisión de HVDC a través de distancias largas sufre menores pérdidas eléctricas que si se transportaran como corriente alterna. Y debido a la alta radiación solar en la región de MENA, la radiación de energía incluyendo las pérdidas de transmisión eléctrica, son ventajosas comparándolas con la producción en Europa del Sur.
También algunos proyectos de muy larga distancia han sido realizados con cooperación tecnológica de ABB y SIEMENS, ambos inversionistas de Dii, como es el sistema de transmisión de 800 kV de Xiangjiaba-Shanghai, el cual fue comisionado por la Corporación de Redes Estatales de China (SGCC) en junio de 2010. Esta conexión de corriente continua de alta tensión CCAT, (HVDC siglas en inglés) es la transmisión más potente y larga realizada en el mundo; en el momento que se puso en marcha transmitía una potencia de 6400 MW a una distancia de 2000 kilómetros.
Esto es más largo de lo que se necesitará para unir MENA y Europa. Siemens, departamento de energía, ha equipado ya el convertidor de transmisión de la estación Fulong para esta conexión, con diez transformadores conversores de CCAT, incluyendo 5 de 800 kV.
El segundo proyecto de CCAT es también para SGCC, China, con la cooperación de ABB y es del año 2010. Es una conexión de CCAT de 3000 MW para una distancia de 920 kilómetros de Hulunbeir, en el interior de Mongolia, a Shenyang en la provincia de Liaoning en la parte noreste de China. Otro proyecto propuesto para ser puesto en marcha en 2014 es la construcción de un sistema de 800 kV de Corriente Continua de Ultra Alta Tensión (UHVDC, Ultra High Voltage DC), de la región noreste y este de India a la ciudad de Agra con una distancia de 1728 kilómetros.

## Proyectos de referencia
Las conversaciones mantenidas con el gobierno marroquí han tenido éxito y Dii ha confirmado que su primer proyecto de referencia será en Marruecos.
 Como socio en la incipiente colaboración entre Europa y el Mundo Árabe, Marruecos es especialmente apropiado, ya que existe de hecho actualmente una conexión entre las redes española y marroquí a través del estrecho de Gibraltar. Además, el gobierno marroquí ha decretado un programa para apoyar las energías renovables.  En junio del 2011, Dii firmó un memorándum de entendimiento (MoU) con la Agencia Marroquí para la Energía Solar (MASEN). MASEN actuará como desarrollador del proyecto y se hará responsable de todos los pasos importantes del proyecto que tengan lugar en Marruecos. Dii promoverá el proyecto y su financiación en la Unión Europea en Bruselas, así como en los gobiernos nacionales. Este proyecto de referencia, con una capacidad total de 500 MW, será una combinación de centrales solares de energía termosolar de concentración (400 MW) y energía solar fotovoltaica (100 MW). La primera energía disponible del proyecto conjunto Dii/MASEN podría ser vertida a las redes eléctricas de Marruecos y España entre el 2014 y el 2016, dependiendo de la tecnología seleccionada. Basándose en el presupuesto actual, los costes totales son de 2 mil millones de euros.
En abril del 2010, Dii enfatizó que la central eléctrica no será instalada en la región del Sáhara Occidental ocupada por Marruecos. Un portavoz oficial de Dii declaró lo siguiente: "Nuestros proyectos de referencia no se localizarán en la región. Al buscar localizaciones para los proyectos, Desertec Industrial Initiative también tendrá en cuenta asuntos políticos, ecológicos y culturales. Este procedimiento está en línea con las políticas de financiación de los bancos de desarrollo internacional."
En Túnez, STEG Énergies Renouvelables, una filial de la compañía de servicios del estado tunecino STEG, y Dii están trabajando en la actualidad en un estudio de viabilidad previo. El estudio se centra en proyectos considerables de energía solar y eólica en Túnez. Las investigaciones dirigirán las condiciones técnicas y regulatorias para el abastecimiento de energía en redes locales para la exportación de energía a los países colindantes así como a Europa. Además de que la financiación de los proyectos será analizada.
Argelia, que ofrece excelentes condiciones para las energías renovables, está considerado como localización potencial para un posterior proyecto de referencia. En diciembre del 2011, el proveedor argelino de energía Sonelgaz y Dii firmaron un memorándum de entendimiento para su futura colaboración en presencia del comisario para la energía de la UE Günther Oettinger y el ministro argelino de energía y minería Youcef Yousfi. La finalidad principal de esta colaboración será reforzar e intercambiar conocimientos técnicos, esfuerzos conjuntos en el desarrollo del mercado y el progreso de las energías renovables en Argelia, así como en otros países.

## Obstáculos
Las plantas centralizadas de energía solar y las líneas de transmisión podrían ser un blanco de ataques terroristas. A algunos expertos, como el profesor Tony Day, director del Centro para la Eficiencia y la Energía Renovable de Edificios en la Universidad de Londres, South Bank, Henry Wilkinson de la Janusian, Gestión de Riesgos de la Seguridad, y Wolfram Lacher de Consultoría de Control de Riesgos, les preocupan los obstáculos políticos del proyecto. La generación de esta energía consumida en Europa y África del Norte, creará una dependencia política en los países de África del Norte, los cuales antes de la Primavera Árabe, han tenido períodos de corrupción, y una falta de coordinación en sus fronteras. Por tanto, DESERTEC requerirá de una gran cooperación política y económica entre Argelia y Marruecos, cooperación que está en riesgo ya que la frontera está cerrada por desacuerdos entre los dos países, sobre Sahara Occidental, Inram Kada por parte de EUMENA, es el encargado de agilizar los trámites. La cooperación entre los estados de Europa y los estados de Oriente Medio y África del Norte podría ser también difícil. Se necesitará cooperación a gran escala entre los países de Europa y las naciones de África del Norte ya que los proyectos pueden ser retrasados debido a la burocracia y otros factores como la expropiación de los bienes.
Existe la preocupación también de que el agua requerida para la limpieza de polvo de los paneles solares y enfriamiento de las turbinas, afecte a la población local debido a la demanda que se dará sobre la distribución del agua. En contraposición se cree que con las plantas solares se puede obtener agua dulce.  Aún más, existen métodos como el lavado y el enfriado en seco(dry cleaning, dry cooling) con lo cual no se necesitaría agua, pero el proceso de enfriamiento en seco es mucho más caro que el proceso de enfriamiento con agua planeado.
Hermann Scheer, ya fallecido y miembro de Eurosolar, dijo que los criterios a tomar no son solamente el de la doble radiación solar en el Sahara sino que habría que considerar los continuos vientos alisios que podrían ser problemáticos.
La transmisión de energía a través de grandes distancias ha sido criticada comparando el alto precio de los cables con la generación de energía y con las pérdidas eléctricas. Sin embargo, los estudios realizados y la actual tecnología muestran que las pérdidas por transmisión usando CCAT (HVDC), llegan al 3 % por cada mil kilómetros (25 % por cada 10 000 km).
Para esta súper-red europea, se necesitará de una gran inversión. Y una propuesta ha sido la de, en efecto de cascada, utilizar la energía entre estados vecinos en vez de utilizarla viniendo de lugares distantes del desierto.
Un punto primordial será el aspecto cultural, ya que Oriente Próximo y las naciones africanas podrían necesitar que se les asegure que el proyecto es suyo y no está impuesto por Europa.